# Barff Point
Barff Point är en udde i Sydgeorgien och Sydsandwichöarna (Storbritannien). Den ligger i den nordvästra delen av Sydgeorgien och Sydsandwichöarna.
Terrängen inåt land är huvudsakligen kuperad, men österut är den platt. Havet är nära Barff Point åt nordväst.  Trakten runt Barff Point är nära nog obefolkad, med mindre än två invånare per kvadratkilometer.